# Bouwdepot
Een bouwdepot is een lening die of een deel van een lening dat bij de bank achterblijft nadat een woningfinanciering is verstrekt. Dat depot kan worden gebruikt voor het verrichten van betalingen voor facturen die zijn uitgegeven aan afgesproken bouwactiviteiten. Het is dus niet de lening zelf zoals een tweede hypotheek. Een tweede hypotheek is een extra lening boven op een hypotheek om na de aankoop van een huis verbeteringen aan te brengen.
Het geld in het bouwdepot mag alleen voor afgesproken verbeteringen aan het huis worden gebruikt. Hier kan dus gedacht worden aan een uitbouw, dakkapel maar ook keukens en inbouwkasten. Zolang het geld nog niet is uitgegeven staat dit op een bankrekening, waarover rente wordt uitgekeerd. Deze rente is bij nieuwbouw gelijk aan en bij een tweede hypotheek lager dan de hypotheekrente die is overeengekomen. Sinds 1 januari 2013 is hypotheekrenteaftrek met bouwdepot alleen mogelijk in combinatie met een annuïteitenhypotheek of lineaire hypotheek.
De looptijd van een bouwdepot is maximaal 2 jaar. Dit betekent dat een verbouwing ook binnen deze periode afgerond moet worden. De eerste 6 maanden van de looptijd wordt het bouwdepot tot het eigen vermogen gerekend en valt zodoende in belasting box 3. Wanneer je niet binnen twee jaar de rente aftrekt dan verschuift het overgebleven depotsaldo en de daartegenoverstaande lening naar box 3. Dit betekent dat de waarde van het depot wegvalt tegen de hoogte van de schuld over het depot in box 3.